# Ferenc, Isten lantosa
A Ferenc, Isten lantosa (eredeti cím: Francesco, giullare di Dio), Roberto Rossellini 1950-ben készült filmje, melyet ő és Federico Fellini írt. A film két könyv alapján készült, az egyik a 14. századi Szent Ferenc virágai című regény, a másik a Boróka testvér élete A Fioretti 78 rövid fejezetből áll, és nem annyira életrajzi regény, mint inkább mesék Szent Ferenc és követői életéről. A filmben 9 történet van és erkölcsi kérdéseket feszeget.

A testvéreket Nocere Inferiore monostor szerzetesei játsszák, a főszerepet, Szent Ferencet is Nazario Gerardi testvér. Az egyetlen profi színész Aldo Fabrizi, aki emlékezetes főszereplője volt Rossellini Róma, nyílt város című filmjének, amely nagy nemzetközi hírnevet szerzett a színésznek, itt Nicolaio-t, Viterbo barbár zsarnokát alakítja.

## Fejezetek
1.: Boróka testvér odaadja a ruháját.
2: Egy idős férfi, János testvér is beáll Ferenc és társai közé.
3: Szent Ferenc és Szent Klára találkozása.
4: Boróka testvér arra kéri a szomszéd egyik malacát, hogy mentse meg egyik csülkével beteg testvérüket, és levágja a malac egyik csülkét. Ferenc elrendeli, hogy Boróka kérjen bocsánatot a paraszttól, aki nagy mérgesen akkor már odaadja az egész állatot, amit szétosztanak a szegények közt.
5. Szent Ferenc átöleli a leprást.
6. Boróka testvér olyan hatalmas buzgalommal főz két hétre, hogy Ferenc megengedi, hogy prédikáljon, de figyelmezteti, hogy a nagy gondolatok elé mindig a példamutató kis tetteket helyezze.
7. Boróka testvér béketűrésére Nicolaio elvonul Viterbo alól.
8. A legnagyobb boldogság minden nehézséget kibírni: a szeretetért.
9. Elindul a misszió, hogy a testvérek mindenhol hirdessék Isten igazságát és békéjét.

## Szereplők
- Nazario Gerardi testvér: Szent Ferenc
- Severino Pisacane: Boróka testvér
- Esposito Bonaventura: János
- Aldo Fabrizi: Nicolaio, a zsarnok
- Arabella Lemaître: Assisi Szent Klára
- Nazareno, Raffaele és Robert Sorrentino testvér: feerencesek
- Gianfranco Bellini: narrátor

## Születése
Rossellini évekig dolgozott kedvenc filmjén. A ferencesek Paisà című filmjében is játszottak. Aldo Fabrizi kivételével mindannyian amatőr színészek voltak.
A forgatást 1950. január 17-én kezdték Róma külterületén és Braccianóban. Közben született meg a válófélben lévő Rossellini és Ingrid Bergman fia, Renato 1950. február 2-án.

## Megjelenés és fogadtatás
A filmet az 1950-es Velencei Nemzetközi Filmfesztiválon mutatták be nagy közönség-, de kevesebb kritkai sikerrel. Guido Aristarco például formalistának és műrealistának tartotta. Pierre Laprohon szintén. Évekkel később Marcel Oms "hülyeség emlékművének" nevezte.. Anyagilag sem volt sikeres, az amerikai kritika viszont szerette.
Később pedig már elismerték, Pier Paolo Pasolini szerint: "az egyik legszebb olasz film". François Truffaut szerint pedig egyenesen "a világ legszebb filmje."
Bár bemutatásakor nem fogadták jól, ma mát igazi filmklasszikusnak ismerik el. DVD-n is megjelent a The Criterion Collection-ban. és a Masters of Cinema gyűjteményben.

## Fordítás
Ez a szócikk részben vagy egészben  a   The Flowers of St. Francis című angol Wikipédia-szócikk fordításán alapul.  Az eredeti cikk szerkesztőit annak laptörténete sorolja fel. Ez a jelzés csupán a megfogalmazás eredetét és a szerzői jogokat jelzi, nem szolgál a cikkben szereplő információk forrásmegjelöléseként.